# Walzenhausen
Walzenhausen (gsw. Walzehuuse) – gmina (gsw. Wilibärg, niem. Einwohnergemeinde) w północno-wschodniej Szwajcarii, w kantonie Appenzell Ausserrhoden. 31 grudnia 2014 liczyła 2054 mieszkańców. Do 1995 należała do okręgu Vorderland.